# Gian Mauro Costa
Gian Mauro Costa (Palermo, ...) è un giornalista e scrittore italiano.
Laureato in filosofia, come giornalista ha lavorato con numerose testate tra le quali il giornale L'Ora, la Rai, Linus, Il manifesto.
Come scrittore ha pubblicato con Sellerio i romanzi Yesterday, Il libro di legno, Festa di piazza, L'ultima scommessa, Stella o croce, Mercato nero e nove racconti lunghi apparsi nelle antologie Natale in giallo, Capodanno in giallo, Ferragosto in giallo, Carnevale in giallo, La scuola in giallo, Il calcio in giallo, Un anno in giallo, Una giornata in giallo e Cinquanta in blu.
Con Mondadori ha pubblicato i romanzi Luci di luglio (2022), Ti uccido per gioco (2023) e Le bugie degli arcangeli (2024).
Come regista e sceneggiatore, ha firmato film e documentari.

## Giornalismo
È stato negli anni Ottanta redattore e caposervizio al giornale L'Ora di Palermo, occupandosi di cronaca nera e giudiziaria, spettacoli e cultura.
Dal 1992 ha lavorato in Rai, presso la sede di Palermo, come redattore e caposervizio, nonché come conduttore del Giornale Radio regionale.
Ha collaborato per anni a Linus, è stato corrispondente del quotidiano Il manifesto, dell'agenzia di stampa ADN-Kronos e dell'emittente di stato tedesca WDR-Radio Colonia e ha realizzato reportage giornalistici e documentari radiofonici e televisivi per emittenti radiofoniche e televisive di Germania e Olanda.

## Narrativa
Nel 2001 un suo romanzo, Yesterday, è stato pubblicato nella collana “La memoria” della casa editrice Sellerio. 
Nel 2009 ha pubblicato per la Eri-Edizioni Rai con Salvatore Cusimano il volume L'isola in onda - Storia della Rai in Sicilia dalla Liberazione ai nuovi orizzonti mediterranei. 
Nel 2010 ha pubblicato per Sellerio il romanzo Il libro di legno, giunto al momento alla decima edizione, finalista al Premio Scerbanenco e vincitore del secondo posto al premio Bigiaretti di Matelica. 
Nel 2012 e nel 2014, sempre per Sellerio, ha pubblicato i romanzi Festa di piazza (finalista al Premio Scerbanenco) e L'ultima scommessa.
Nel 2018 esce Stella o croce, pubblicato sempre dalla casa editrice palermitana; il libro vede l'entrata in scena come protagonista in un romanzo di un nuovo personaggio, la giovane poliziotta Angela Mazzola, intuitiva, curiosa e sicura di sé e già apparsa nel racconto del 2017 Il divo di Ballarò, all'interno dell'antologia Un anno in giallo.
Il 20 febbraio 2020 è uscito il secondo romanzo con protagonista Angela Mazzola: Mercato nero.
Nel marzo del 2022 ha pubblicato il romanzo di formazione Luci di luglio edito da Arnoldo Mondadori Editore.
Dal 2023 anche le indagini di Angela Mazzola vengono pubblicate da Mondadori, prima esce il romanzo Ti uccido per gioco (2023) e a settembre del 2024 Le bugie degli arcangeli.
Tra il 2010 e il 2017 ha scritto per Sellerio racconti nelle antologie della collana “La memoria”: Natale in giallo, Capodanno in giallo, Carnevale in giallo, Ferragosto in giallo, La scuola in giallo, Il calcio in giallo, Un anno in giallo, Una giornata in giallo e Cinquanta in blu.
È stato condirettore della rivista di racconti e letture «Margini» edita a Palermo dal 2004.

## Cinema e documentari
Nel 1978 ha realizzato il lungometraggio cinematografico in super8 a soggetto “Boris Vian” che è stato proiettato nelle sale del circuito d'essai italiano. 
Nel 1985 è stato coautore e coregista con Diego Bonsangue di una delle puntate del film-inchiesta televisiva sul mondo giovanile Scarpe da tennis trasmessa dalla terza rete nazionale della Rai. 
Nel 1987 e nel 1988 è stato premiato con il “Sole blu” al Festival Internazionale di Teatro-Televisione-Video di Riccione come coautore e coregista con Diego Bonsangue dei video Assassina (trasmesso da Rai Sicilia) e Zampe tratti da testi teatrali di Franco Scaldati. 
Nel 1991 ha diretto per Rai Sicilia il documentario Pantera-storia di un movimento. 
Nel 2010 ha realizzato per la Rai il documentario Gli invisibili sugli Stati Generali del Documentario che si sono svolti a Palermo in occasione dell'apertura della Sede siciliana del Centro Sperimentale di Cinematografia.
Dal 2015 è direttore artistico del cinema Rouge et Noir di Palermo. Ideatore del Supercineclub, rassegna dedicata a grandi film che hanno segnato la storia del cinema mondiale, proposti in lingua originale. In nove stagioni all'appuntamento fisso del lunedì hanno risposto oltre 80.000 spettatori.
Nel 2024 nella collana "Mafie" di Gazzetta dello Sport e Corriere della Sera è uscito il volume La mafia al cinema scritto con Gabriele Costa.

## Opere

### Romanzi
- Yesterday, Sellerio, 2001

Con protagonista Enzo Baiamonte:
- Il libro di legno, Sellerio, 2010
- Festa di piazza, Sellerio, 2012
- L'ultima scommessa, Sellerio, 2014

Con protagonista Angela Mazzola:
- Stella o croce,  Sellerio, 2018
- Mercato nero, Sellerio, 2020
- Ti uccido per gioco, Mondadori, 2023
- Le bugie degli arcangeli, Mondadori, 2024

Con la casa editrice Arnoldo Mondadori Editore:
- Luci di luglio, Mondadori, 2022

### Racconti
Con protagonista Enzo Baiamonte:
- La mossa del geco, dall'antologia Un Natale in giallo, Sellerio, 2011
- Il Capodanno di Atlante, dall'antologia Capodanno in giallo, Sellerio, 2012
- La lupa di mare, dall'antologia Ferragosto in giallo, Sellerio, 2013
- Mastro di campo, dall'antologia Carnevale in giallo, Sellerio, 2014
- Un colpo in canna, dall'antologia La scuola in giallo,  Sellerio, 2014
- Il passo dell'anatra, dall'antologia Il calcio in giallo,  Sellerio, 2016

Con protagonista Angela Mazzola:
- Il divo di Ballarò, dall'antologia Un anno in giallo, Sellerio, 2017
- La grande rapina al furgoncino, dall'antologia Una giornata in giallo, Sellerio, 2018
- Quando la mamma prendeva il tè, dall'antologia Cinquanta in blu, Sellerio, 2019

Per Narratè®
- L'essenza della Sicilia in un tè, Narrafood Edizioni, 2018

Con La Repubblica (quotidiano) Palermo, nel marzo del 2022, in allegato al quotidiano è uscita la raccolta di cold case siciliani, "Dodici passi nel mistero", scritta con Roberto Leone.